# گریه کردن در کلوب
«گریه کردن در کلوب» تک‌آهنگی از هنرمند اهل ایالات متحده آمریکا کامیلا کابیو است که در ۱۹ مه ۲۰۱۷ منتشر شد. این ترانه اولین ترانه از اولین آلبوم استودیویی کابیو با نام آسیب دیدن، بهبود یافتن، عاشق شدن است. «گریه کردن در کلوب» توسط کابایو، سیا و بنی بلانکو نوشته شده‌است و یک ترانه با سرعت متوسط پاپ و موسیقی رقص است.
این ترانه در چارت اسرائیل و نیوزلند به رتبه زیر ده رسید.